# شبكة تي إكس
تي إكس نتورك ( أو تي إكس تي ) هي شبكة تلفزيونية تجارية في اليابان مملوكة لشركة Nikkei نيكي، إنك . "TX" مأخوذ من إشارة نداء محطتها الرئيسية ، TV Tokyo . يُعرف أيضًا باسم TV Tokyo Network .

## ملخص

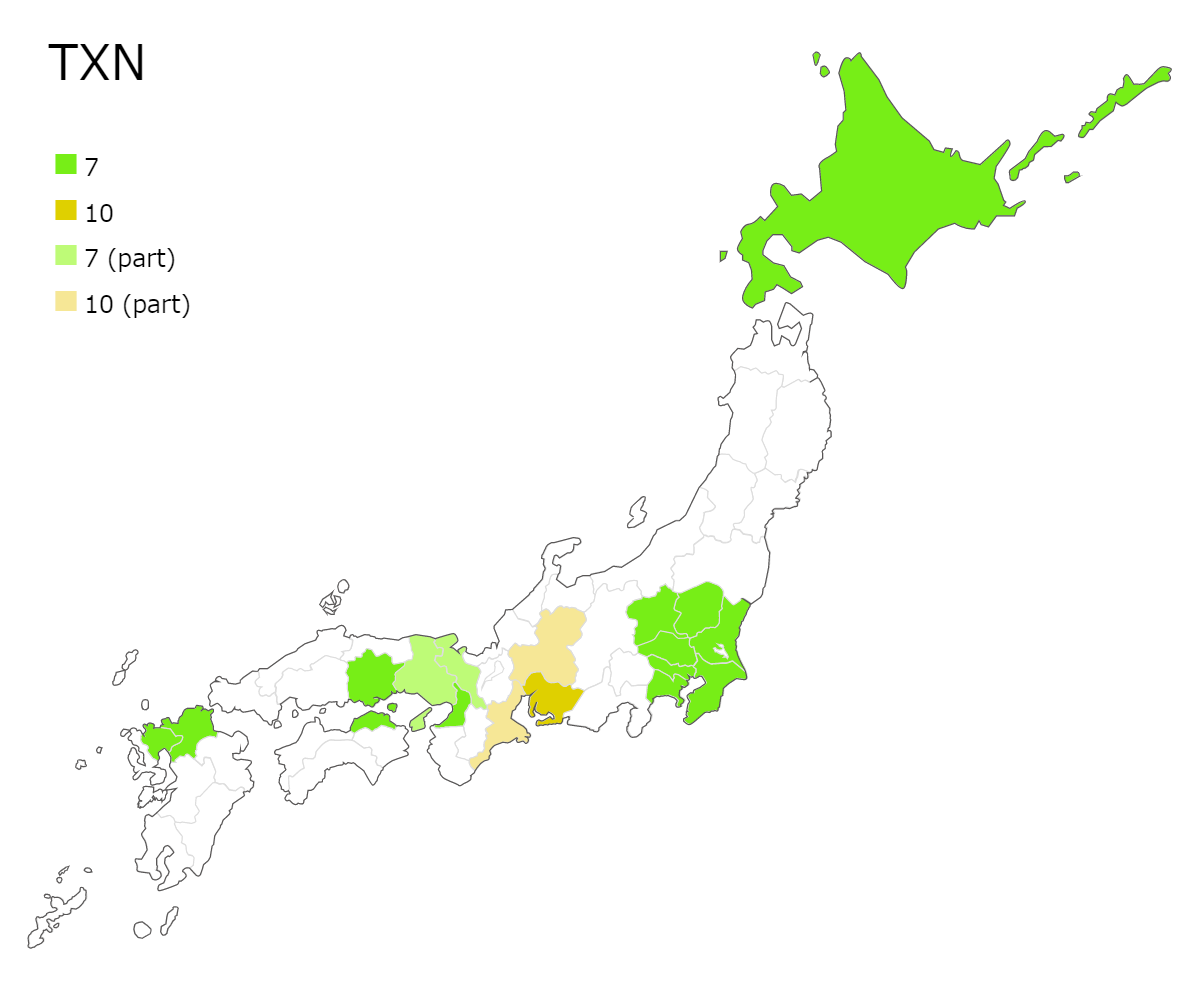
خريطة توضح انتشار شبكة (تي إكس إن) في اليابان

سمي بـ "TXN" لأن علامة النداء الخاصة بتلفزيون طوكيو ، محطته الرئيسية ، JO TX -DTV. الاسم الرسمي هو "شبكة TXN" ، والاختصار "TXN" ، ولكن الجزء "N" يتكرر عمدًا مع "الشبكة" ، أو له معاني غامضة مثل الأخبار و التواجد المحلي Nationwide. لا يوجد تفسير رسمي للمعنى. لهذا السبب ، يطلق عليه أحيانًا أسماء مستعارة مختلفة مثل TX Network و TV Tokyo Network و TV Tokyo keiretsu و TXN keiretsu.